# Rue d'Hoogvorst
Pour les articles homonymes, voir Hoogvorst.
La rue d'Hoogvorst (en néerlandais : d'Hoogvorststraat) est une rue bruxelloise de la commune de Schaerbeek qui va de la rue d'Aerschot à la rue de Brabant.
La numérotation des habitations va de 1 à 33 pour le côté impair et de 8 à 34 pour le côté pair.
La rue porte le nom d'un homme politique belge, le baron Emmanuel Van der Linden d'Hooghvorst, né à Bruxelles le 7 juin 1781 et décédé à Bruxelles le 15 avril 1866.

## Adresses notables
- no 2: platane à feuilles d'érable répertorié comme arbre remarquable (cir. 3,80 m) et classé en date du 13 février 2003.
- nos 8-14 : Magic Land Théâtre.
- no 23 : Mosquée Bilal
- no 27 : Radio Vibration